# Mauricio Caro
Mauricio Caro (Querétaro, 1976-Querétaro, 7 de junio de 2018) fue un actor mexicano.
El actor será recordado por su personajes de villano en la teleserie Señora Acero. También participó en telenovelas como Mientras haya vida, Así en el barrio como en el cielo, entre otras. También trabajó principalmente en teatro experimental e independiente.
El actor había sido diagnosticado en el mes de mayo de 2018, de un linfoma no-hodgkins en fase 4 que terminó afectando sus órganos internos.